# Област Камеда
Област Камеда (јап. 亀田郡) Kameda-gun се налази у субпрефектурама Ошима, Хокаидо, Јапан. 
2004. године, у области Камеда живело је 39.166 становника и густину насељености од 111,43 становника по км². Укупна површина је 351,49 км².

## Вароши
- Нанае

## Спајања
- 1. децембра 2004. године вароши Есан и Тој, и село Тодохоке спојени су у проширен град Хакодате.
- 1. фебруара 2006. године, варош Оно спојио се са вароши Камисо, из области Област Камисо, и формира се нови град Хокуто.